# Helemaal Hollands

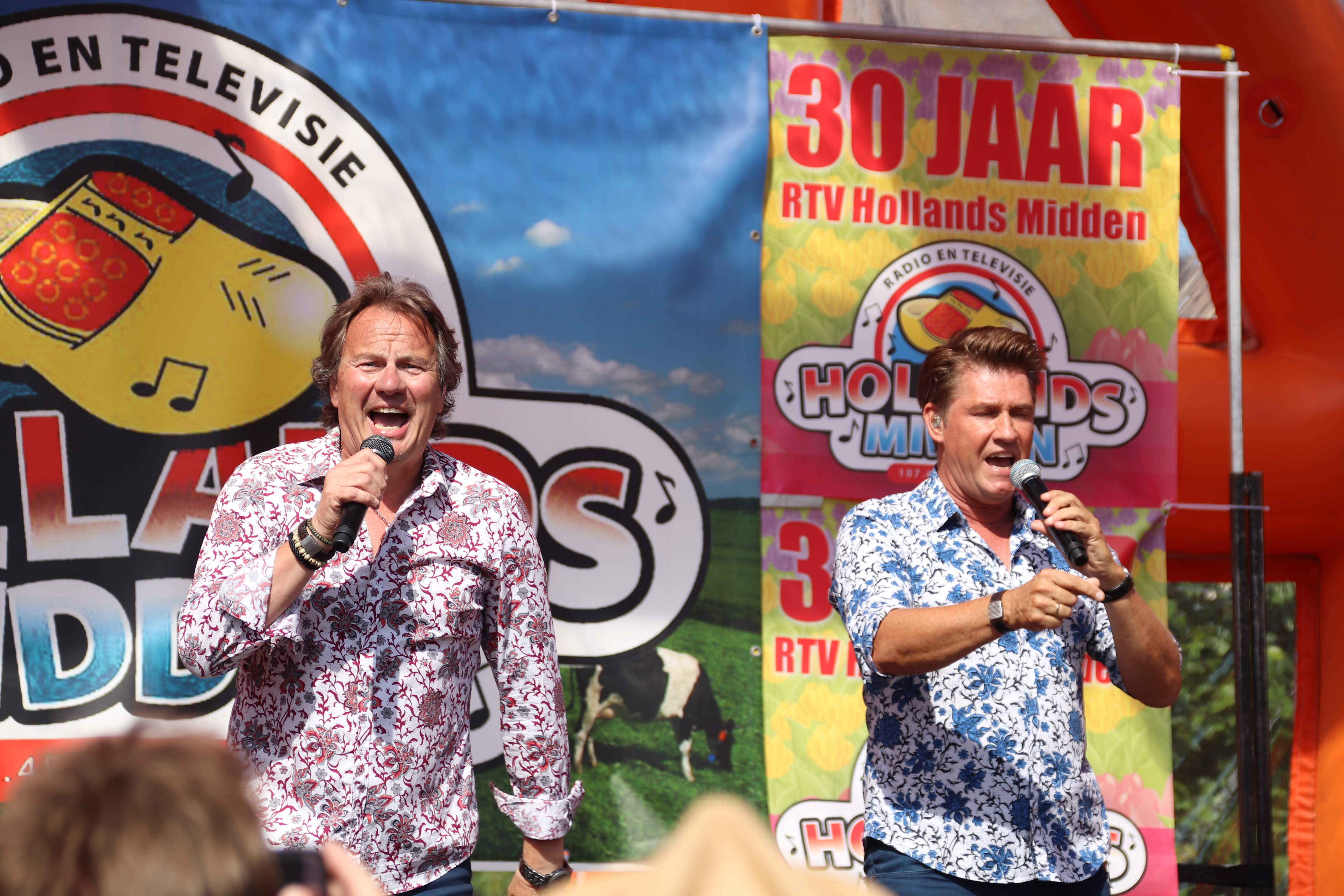
Helemaal Hollands (2019)

Helemaal Hollands ist ein niederländisches Musikduo.

## Karriere
Nachdem die beiden Mitglieder, Carlo und Leo, bis 1999 Solokarrieren bestritten hatten, beschlossen sie gemeinsam weiterzumachen und gründeten Helemaal Hollands. Die ersten Jahre sangen sie vorwiegend englische Texte. Dann stiegen sie auf ihre Muttersprache um. Im Jahr 2006 schafften sie mit dem Titel Dans Klein Zigeunermeisje den Durchbruch.
Ihre Lieder sind teilweise Coverversionen (z. B. die niederländischen Varianten von Ein Stern oder Die Kleine Kneipe), aber auch ihre eigenen Lieder fanden Anklang.

## Diskografie (Auswahl)

### Alben
| Jahr | Titel                | Höchstplatzierung, Gesamtwochen, AuszeichnungChartsChartplatzierungen (Jahr, Titel, Platzierungen, Wochen, Auszeichnungen, Anmerkungen) | Anmerkungen |
| Jahr | Titel                | NL | Anmerkungen |
| ---- | -------------------- | --- | ----------- |
| 2006 | Helemaal Hollands.nl | NL62 (3 Wo.)NL |             |
| 2007 | De meezingmedley’s   | NL71 (4 Wo.)NL |             |
| 2008 | Tikkie liefde        | NL42 (5 Wo.)NL |             |
| 2011 | Omdat ie zo mooi is  | NL10 (2 Wo.)NL |             |

Weitere Alben
- 2007: Een Ster Vernoemd Naar Jou
- 2007: Wat Een Vrouw
- 2008: Piraten Uit Het Oosten

### Videoalben
- 2007: Helemaal Hollands.Nl